# Jüdische Gemeinde Grebenau
Die Jüdische Gemeinde in Grebenau, einer Stadt im Vogelsbergkreis in Hessen, wurde offiziell 1806 gegründet. Die Kehillah bestand jedoch schon wesentlich früher.

## Geschichte
Die ältesten Dokumente sind die Eintragungen in einem Geburtsregister, beginnend am 15. Mai 1734 mit der Geburt von Jaunle (?) Bachrach, Sohn des Abraham Baruch. Im Jahr 1770 gab es sechs jüdische Familien am Ort, 1861 erreichte mit 186 Mitgliedern die jüdische Gemeinde ihre höchste Zahl. Die Juden in Grebenau waren Kaufleute und Viehhändler, aber auch Handwerker (Sattler, Polsterer, Bäcker, Schneider und Schuhmacher).

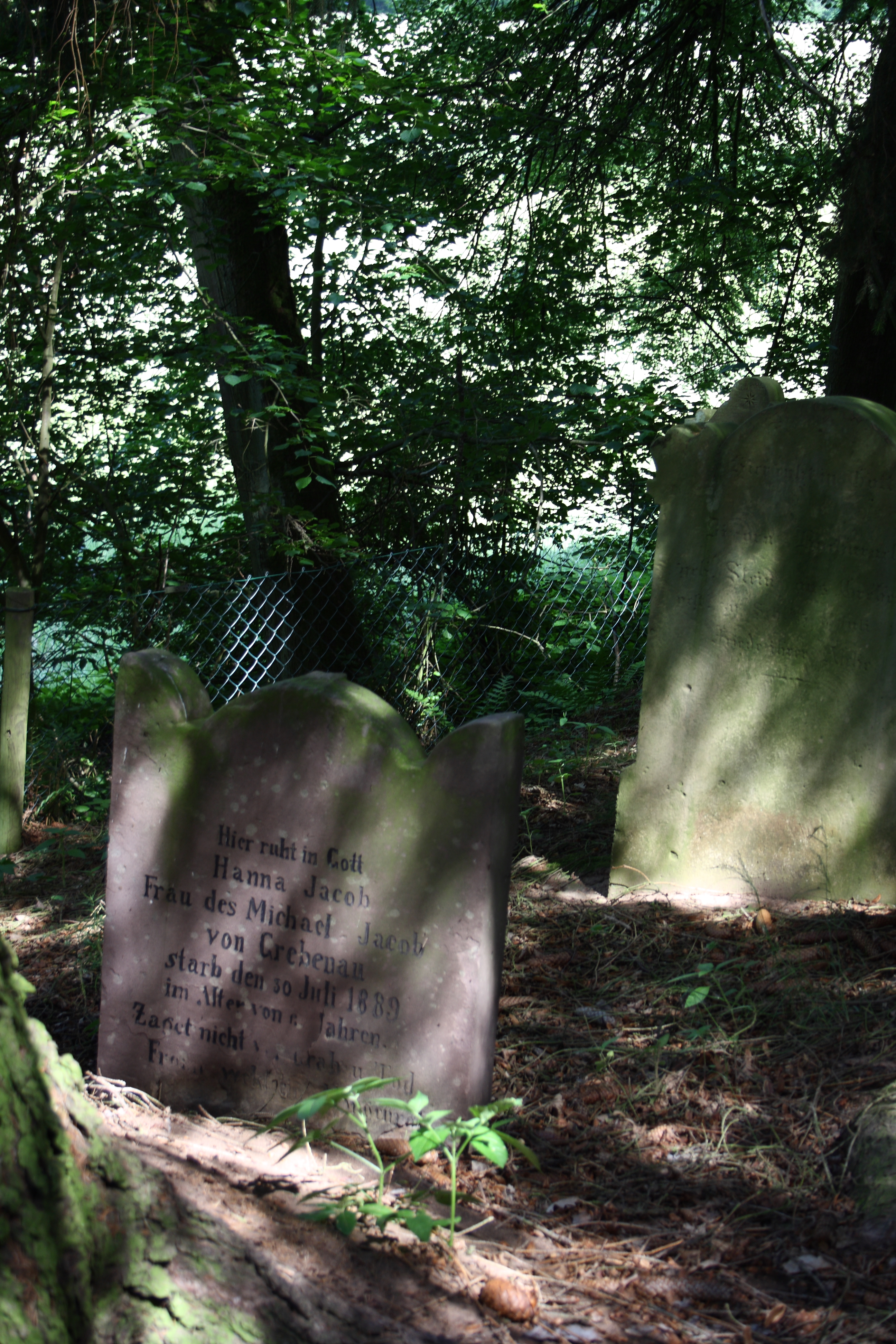
Jüdischer Friedhof Grebenau

Die jüdische Gemeinde besaß eine Synagoge, eine jüdische Schule (Elementarschule von 1839 bis 1929), ein rituelles Bad (Mikwe) und einen im 18. Jahrhundert angelegten Friedhof. Die Gemeinde hatte einen Lehrer angestellt, der zugleich als Vorbeter und Schochet tätig war. Die jüdische Gemeinde gehörte zum Liberalen Provinzialrabbinat in Gießen.
Es gab folgende jüdische Vereine: den Wohltätigkeitsverein Chewrat Hanorim, den Verein Chewrat Talmud Tora und den Israelitischen Frauenverein. Die jüdischen Männer waren zum großen Teil Mitglieder im Turnverein und im Kriegerverein, da viele Kriegsteilnehmer aus dem Ersten Weltkrieg waren.

## Synagoge
Zunächst war nur ein Betsaal oder eine erste Synagoge vorhanden. Eine neue Synagoge wurde an der Jahnstraße zwischen 1825 und 1864 erbaut. Sie besaß 96 Plätze für Männer und 52 Plätze für Frauen auf der Empore. Im Gebäude der Synagoge waren auch die jüdische Schule und das rituelle Bad untergebracht.
Knapp eine Woche nach der Pogromnacht im November 1938 wurde die Synagoge durch Brandstiftung völlig zerstört.

## Nationalsozialistische Verfolgung
Nach 1933 zogen die meisten jüdischen Gemeindeglieder auf Grund der zunehmenden Entrechtung und der Repressalien weg oder emigrierten.
Das Gedenkbuch des Bundesarchivs verzeichnet 59 in Grebenau geborene jüdische Bürger, die dem Völkermord des nationalsozialistischen Regimes zum Opfer fielen.

## Gemeindeentwicklung
| Jahr | Gemeindemitglieder | in % der Gesamteinwohnerschaft |
| ---- | ------------------ | ------------------------------ |
| 1826 | 122                |                                |
| 1861 | 186                | 26,9 % von 692 Einwohnern      |
| 1880 | 170                | 25,5 % von 666 Einwohnern      |
| 1895 | 127                | 10,2 % von 660 Einwohnern      |
| 1910 | 128                | 20 % von 640 Einwohnern        |
| 1924 | 86                 | 12,5 % von 687 Einwohnern      |
| 1933 | 60                 |                                |
| 1939 | 32                 |                                |

## Gedenken
Im November 2008 wurde ein Gedenkstein zur Erinnerung an die jüdische Gemeinde am Standort der zerstörten Synagoge aufgestellt. Er trägt die Inschrift: „Hier stand in unmittelbarer Nähe seit 1825 die Synagoge der jüdischen Gemeinde Grebenau. Als Folge der Pogromnacht des 9. November 1938 wurde das Haus, das auch als Schule für alle Grebenauer diente, von den Nationalsozialisten geschändet und anschließend durch Feuer zerstört. Kommenden Generationen zur Mahnung für Demokratie, Völkerverständigung, Frieden und religiöse Toleranz einzutreten. Die Bürgerinnen und Bürger der Stadt Grebenau. Das Geheimnis der Versöhnung heißt Erinnerung.“